# Gruber-Preis für Frauenrechte
Der Gruber-Preis für Frauenrechte (Gruber Women’s Rights Prize) war eine zwischen 2003 und 2011 von der Peter and Patricia Gruber Foundation mit Sitz auf Saint Thomas vergebene Auszeichnung auf dem Gebiet der Frauenrechte. Mit ihr sollten wichtige Beiträge für die Menschenrechte gewürdigt werden, die die rechtliche Situation von Frauen und Mädchen in irgendeinem Teil der Welt verbessert hätten.
Der Preis war – wie die anderen Gruber-Preise auch – mit 500.000 US-Dollar dotiert, die dem Preisträger zur freien Verfügung standen. Die Preisträger erhielten zusätzlich eine Goldmedaille, in die ihr Name und die gewürdigte Leistung eingraviert wurden. Die letzte Vergabe erfolgte 2011, dann wurde die Vergabe – wie die des Gruber Justice Prize – eingestellt. Stattdessen engagiert sich die Stiftung im Gruber Program for Global Justice and Women's Rights an der Yale Law School.

## Preisträger
- 2003 Pro-Femmes Twese Hamwe, Navanethem Pillay
- 2004 Afghan Institute of Learning (AIL), Sakena Yacoobi
- 2005 The Women’s League of Burma, Shan Women’s Action Network
- 2006 Luz Méndez für UNAMG (Unión Nacional de Mujeres Guatemaltecas), Cecilia Medina Quiroga, Julie Su für Sweatshop Watch
- 2007 Pinar Ilkkaracan, Women for Women’s Human Rights, Coalition for Sexual and Bodily Rights
- 2008 Sapana Pradhan Malla, Yanar Mohammed, Nadera Shalhoub-Kevorkian
- 2009 Women’s Legal Centre, Leymah Gbowee
- 2010 CLADEM, Center for Reproductive Rights
- 2011 AVEGA (Agahozo)